# Klenje, Bela Palanka
Klenje (izvirno srbsko Клење) je naselje v Srbiji, ki upravno spada pod Občino Bela Palanka; slednja pa je del Pirotskega upravnega okraja.

## Demografija
V naselju živi 54 polnoletnih prebivalcev, pri čemer je njihova povprečna starost 70,8 let (68,4 pri moških in 72,5 pri ženskah). Naselje ima 35 gospodinjstev, pri čemer je povprečno število članov na gospodinjstvo 1,54.
To naselje je, glede na rezultate popisa iz leta 2002, večinoma srbsko.
|  |

| Demografija | Demografija     | Demografija     |
| Leto        | Št. prebivalcev | Št. prebivalcev |
| ----------- | --------------- | --------------- |
|             |                 |                 |
|             |                 |                 |
|             |                 |                 |
|             |                 |                 |
| 1948        | 310             |                 |
| 1953        | 300             |                 |
| 1961        | 275             |                 |
| 1971        | 176             |                 |
| 1981        | 112             |                 |
| 1991        | 72              | 72              |
| 2002        | 54              | 54              |
|             |                 |                 |

| Etnična sestava po popisu iz leta 2002 | Etnična sestava po popisu iz leta 2002 | Etnična sestava po popisu iz leta 2002 | Etnična sestava po popisu iz leta 2002 | Etnična sestava po popisu iz leta 2002 |
| -------------------------------------- | -------------------------------------- | -------------------------------------- | -------------------------------------- | -------------------------------------- |
| Srbi                                   | Srbi                                   |                                        | 53                                     | 98,14%                                 |
| Hrvati                                 | Hrvati                                 |                                        | 1                                      | 1,85%                                  |
| Neznano                                | Neznano                                |                                        | 0                                      | 0,0%                                   |